# Галоклин
Галоклин (греч. ἅλς — соль, греч. κλίνω — наклонять, отклоняться) — слой воды, в котором солёность резко изменяется с глубиной (наблюдается большой вертикальный градиент солёности). Один из видов хемоклина. Ввиду того, что солёность влияет на плотность воды, галоклин может играть роль в её вертикальной стратификации (расслоении). Повышение солёности на 1 кг/м3 приводит к увеличению плотности морской воды приблизительно на 0,7 кг/м3.
В средних широтах превышение испарения над осадками приводит к тому, что поверхностные воды становятся более солёными, чем глубинные. Если их солёность становится достаточно большой, они погружаются вниз (хотя этому препятствует их более высокая температура, снижающая плотность). При этом может наблюдаться явление, названное «солевые пальцы». Таким образом, в этих регионах расслоение воды поддерживается градиентом температуры, а влияние солёности может, наоборот, способствовать перемешиванию слоёв.
В более высокоширотных водоёмах (таких как Северный Ледовитый океан, Берингово море и Южный океан) поверхностные воды могут быть, наоборот, холоднее глубинных. В таком случае расслоённость воды стабилизируется только ростом солёности с глубиной, и галоклин изолирует поверхностные воды от глубинных. Это способствует появлению льда, а также ограничению выхода углекислого газа в атмосферу. Галоклин также хорошо выражен во фьордах и эстуариях со слабым перемешиванием воды, где пресная вода с материка растекается по поверхности океана.

## Описание

График температуры и солености в Северном Ледовитом океане (, 1 января 2010)

Слева приведён пример зависимости солёности и температуры от глубины для Северного Ледовитого океана. На графике можно различить три слоя:
- Около 50 м воды низкой солености, «плавающей» на поверхности океана. Её температура равна −1,8°С, что очень близко к точке замерзания. Этот слой блокирует нагрев ледяного щита более тёплыми глубинными водами, способствуя его нарастанию.
- Около 150 м быстрого роста солености (и температуры) с глубиной. Это и есть галоклин.
- Глубокий слой с почти постоянной соленостью и медленным понижением температуры.

Галоклин легко можно воспроизвести и наблюдать в стакане или другом прозрачном сосуде. Если пресную воду медленно налить поверх солёной, предотвращая смешивание (например, с помощью ложки, удерживаемой горизонтально на уровне воды), галоклин будет видно глазом. Это результат того, что у солёной и пресной воды разный показатель преломления.
Галоклин не следует путать с термоклином — слоем воды, в котором резко изменяется температура.
Галоклины распространены в заполненных водой пещерах рядом с океаном. Менее плотная пресная вода из земли образует слой над соленой водой из океана. Для подводных спелеологов это может вызвать оптическую иллюзию воздушного пространства в пещерах. Проплывание через галоклин вызывает возмущение и перемешивание слоёв.

## Типы слоёв скачка свойств воды
- Термоклин — слой скачка температур,
- Хемоклин — слой скачка химического состава,
- Пикноклин — слой скачка плотности.